# Тръноопашата потапница
Тръноопашатата потапница (Oxyura leucocephala), също тръноопашата патица, белоглава потапница (патица, потапка), белоглавка, е сравнително дребна птица от семейство Патицови (Anatidae), разред Гъскоподобни (Anseriformes). Видът е със статут на застрашен, включително в България; включен в Червената книга на България и в Закона за биологичното разнообразие.

## Описание
Тежи между 400 и 900 гр. Има късо и набито тяло с дължина 43–48 cm, шията е къса и дебела. Крилете са и несъразмерно малки и къси, размахът им достига 70 cm. Човката е масивна, удебелена в основата и с ярък гълъбовосин цвят. Изразен полов диморфизъм. Плува и се гмурка добре, като може да задържа тялото си под водата, докато главата и е отвън. Един от най-добре приспособените за гмуркане представители на семейството. За голямата и ловкост във водата спомагат и силно изнесените и назад крака. Не обича да лети, но полета и е бърз и стремителен. Винаги каца и излита от водата. Когато прави това тя изпълнява характерно засилване, тичайки по водната повърхност. На суша излиза много рядко и се движи много непохватно. Общо взето предпазлива и мълчалива птица. Прелетен вид.

## Разпространение
Местообитанията са и изолирани и отдалечени едно от друго. Среща се в определени силно ограничени участъци на Европа, Азия и северна Африка. Зимува на Балканския полуостров и в страните от Югозападна азия, където се събират всичките представители на вида. В България се среща единствено през този период, като зимуваща птица. Предпочита соленоводни басейни, обрасли с водна растителност и тръстика.

## Начин на живот и хранене
Биологията и не е изучена добре, потайна птица, която се храни в сумрак призори и привечер. Храната и е от смесен произход, дребни ракообразни, насекоми, мекотели, водни растения, семена, водорасли. Докато се храни се гмурка за продължително време.

## Размножаване
Гнезди в близост до соленоводни езера, гнездото приготвя от различни изсъхнали растения и тръстика. Гнездото винаги така е устроено, че мътещата птица да може директно да скочи от него във водата и да се гмурне. Понякога използва изоставени гнезда на други видове. Също така има случаи когато гнезди и в колонии на чайки. Гнездото е покрито с пух. Снася от 5 до 15 яйца, които разполага често на етажи. Яйцата са едри, с размери 66 х 50 mm и маса до около 100 гр, черупката е груба, пореста и дебела. Пресните са със синкав цвят, а замътените с жълтеникав. Женската мъти сама около 25 дни. Някои автори считат, че яйцата имат нужда от подгряване само на първо време, а впоследствие ембриона получава необходимата му топлина за сметка на вътрешни процеси. Малките започват да летят след около два, два и половина месеца.

## Допълнителни сведения
Застрашен вид в световни мащаби, счита се че наброява общо около 10 000 индивида. В Испания гнездят около 500 двойки. Включена е в Червената книга на застрашените видове.